# Ofelia Medina
María Ofelia Medina Torres (Mérida, 4 marzo 1950) è un'attrice e sceneggiatrice messicana.

## Filmografia

### Cinema
- La Paz (1968)
- Las impuras (1969)
- Las rebelión de las hijas (1969)
- Las Pirañas aman en Cuaresma (1969)
- Paraíso (1969)
- Patsy, mi amor (1969)
- Las figuras de arena (1970)
- Muñeca reina (1971)
- Las puertas del paraíso (1971)
- Uno y medio contra el mundo (1971)
- De qué color es el viento (1972)
- Apolinar (1972)
- El hombre de los hongos (1976)
- Vacaciones misteriosas (1976)
- La palomilla al rescate (1977)
- Moses Wine detective (The Big Fix), regia di Jeremy Kagan (1978)
- Frida, Naturaleza Viva (1984) (nella parte di Frida Kahlo)
- Diplomatic Immunity (1991)
- Camino largo a Tijuana (1991)
- Nocturno a Rosario (1991)
- Gertrudis Bocanegra (1992)
- Un muro de silencio, regia di Lita Stantic (1993)
- Couleur Havane (1999)
- Before Night Falls (2000)
- Cuando te hablen de amor (2002)
- Valentina (2004)
- Voces inocentes (2004) - uscito in Italia col titolo I figli della guerra
- Ezequiel el volador (2004)
- Club eutanasia (2005)
- Agua con sal (2005)
- Un bel morir (2005)
- Caleuche: El llamado del mar (2006)
- Las buenas hierbas (2010) - premiata, con tutto il cast femminile, al Festival Internazionale del Film di Roma 2010 con il Premio Marc'Aurelio d'Argento della Giuria alla migliore attrice
- Colombiana, regia di Olivier Megaton (2011)
- Macho – regia di Antonio Serrano (2016)

### Televisione
- Mujeres asesinas (2008)
- Nuestros tiempos - Il futuro è ora, regia di Chava Cartas (2025)

## Riconoscimenti
- Premio Ariel
  - 1985 – Miglior attrice per Frida, Naturaleza Viva